# Sommer-Paralympics 2012/Radsport

Logo der Paralympics

Bei den Sommer-Paralympics 2012 in London fanden insgesamt 48 Entscheidungen im Paracycling statt. Die Wettbewerbe im Bahnradsport wurden zwischen 30. August und 2. September im London Olympic Velodrome ausgetragen, die Straßenrennen zwischen 5. und 8. September in Brands Hatch.

## Leistungsklassen
Die Leistungsklassen im Paracycling werden nach Disziplin unterschieden:
- Cycling (Rennrad): C1 – C5, wobei C1 die höchste Beeinträchtigung bezeichnet
- Tandem für Sehbehinderte, die mit einem Piloten ohne Sehbehinderung fahren: B
- Handbike: H1 – H4
- Dreirad: T1 – T2

### Straßenradsport

#### Männer
| Disziplin        | Klasse | Zeit     | Gold                                    | Silber                           | Bronze                               |
| ---------------- | ------ | -------- | --------------------------------------- | -------------------------------- | ------------------------------------ |
| Einzelzeitfahren | B      | 30:48,25 | Christian Venge/ David Llaurado Caldero | Ivano Pizzi/ Luca Pizzi          | James Brown/ Damien Shaw             |
| Einzelzeitfahren | H1     | 35:41,54 | Mark Rohan                              | Koby Lion                        | Wolfgang Schattauer                  |
| Einzelzeitfahren | H2     | 26:52,39 | Heinz Frei                              | Walter Ablinger                  | Vittorio Podestà                     |
| Einzelzeitfahren | H3     | 25:24,17 | Rafał Wilk                              | Nigel Barley                     | Bernd Jeffré                         |
| Einzelzeitfahren | H4     | 24:50,22 | Alessandro Zanardi                      | Norbert Mosandl                  | Oz Sanchez                           |
| Einzelzeitfahren | C1     | 25:16,43 | Michael Teuber                          | Mark Colbourne                   | Zhang Yu Li                          |
| Einzelzeitfahren | C2     | 24:35,12 | Tobias Graf                             | Liang Guihua                     | Maurice Far Eckhard Tió              |
| Einzelzeitfahren | C3     | 23:22,13 | David Nicholas                          | Joseph Berenyi                   | Masaki Fujita                        |
| Einzelzeitfahren | C4     | 32:59,92 | Jiří Ježek                              | Carol Eduard Novak               | Jiří Bouška                          |
| Einzelzeitfahren | C5     | 32:12,98 | Jehor Dementjew                         | Liu Xinyang                      | Michael Gallagher                    |
| Straßenrennen    | B      | 2:26:52  | Ivano Pizzi/ Luca Pizzi                 | Krzysztof Kosikowski/ Artur Korc | Vladislav Janovjak/ Robert Mitosinka |
| Straßenrennen    | H1     | 1:53,09  | Mark Rohan                              | Tobias Fankhauser                | Wolfgang Schattauer                  |
| Straßenrennen    | H2     | 1:37:55  | Walter Ablinger                         | Jean-Marc Berset                 | Vittorio Podestà                     |
| Straßenrennen    | H3     | 1:50,05  | Rafał Wilk                              | Vico Merklein                    | Joël Jeannot                         |
| Straßenrennen    | H4     | 2:00:32  | Alessandro Zanardi                      | Ernst van Dyk                    | Wim Decleir                          |
| Straßenrennen    | C1-3   | 1:42:51  | Roberto Bargna                          | Steffen Warias                   | David Nicholas                       |
| Straßenrennen    | C4-5   | 1:55:38  | Jehor Dementjew                         | Liu Xinyang                      | Michele Pittacolo                    |

#### Frauen
| Disziplin        | Klasse | Zeit     | Gold                         | Silber                               | Bronze                           |
| ---------------- | ------ | -------- | ---------------------------- | ------------------------------------ | -------------------------------- |
| Einzelzeitfahren | B      | 35:02,73 | Kathrin Goeken/ Kim van Dijk | Phillipa Gray/ Laura Thompson        | Catherine Walsh/ Francine Meehan |
| Einzelzeitfahren | H1-2   | 31:06,39 | Marianna Davis               | Karen Darke                          | Ursula Schwaller                 |
| Einzelzeitfahren | H3     | 33:21,61 | Sandra Graf                  | Monica Bascio                        | Swetlana Moschkowitsch           |
| Einzelzeitfahren | H4     | 28:18,09 | Andrea Eskau                 | Dorothee Vieth                       | Laura de Vaan                    |
| Einzelzeitfahren | C1-3   | 26:58,54 | Allison Jones                | Tereza Diepoldová                    | Zeng Sini                        |
| Einzelzeitfahren | C4     | 26:04,39 | Megan Fisher                 | Susan Powell                         | Marie-Claude Molnar              |
| Einzelzeitfahren | C5     | 22:40,66 | Sarah Storey                 | Anna Harkowska                       | Kelly Crowley                    |
| Straßenrennen    | B      | 2:08:36  | Robbi Weldon/ Lyne Bessette  | Josefa Benitez Guzman/ Maria Noriega | Kathrin Goeken/ Kim van Dijk     |
| Straßenrennen    | H1-3   | 1:41:34  | Marianna Davis               | Monica Bascio                        | Rachel Morris                    |
| Straßenrennen    | H4     | 1:31:05  | Andrea Eskau                 | Laura de Vaan                        | Dorothee Vieth                   |
| Straßenrennen    | C1-3   | 1:29:02  | Zeng Sini                    | Denise Schindler                     | Allison Jones                    |
| Straßenrennen    | C4-5   | 1:40:36  | Sarah Storey                 | Anna Harkowska                       | Kelly Crowley                    |

#### Gemischte Wettbewerbe
| Disziplin        | Klasse | Zeit     | Gold                                     | Silber                                                  | Bronze                                       |
| ---------------- | ------ | -------- | ---------------------------------------- | ------------------------------------------------------- | -------------------------------------------- |
| Einzelzeitfahren | T1-2   | 13:50:54 | Carol Cooke                              | Hans-Peter Durst                                        | David Stone                                  |
| Straßenrennen    | T1-2   | 45:72    | David Stone                              | Giorgio Farroni                                         | David Vondracek                              |
| Staffel          | H1-4   | 30:07    | Marianna Davis Oz Sanchez Matthew Updike | Alessandro Zanardi Vittorio Podestà Francesca Fenocchio | Jean-Marc Berset Ursula Schwaller Heinz Frei |

### Bahnradsport

#### Männer
| Disziplin             | Klasse | Zeit          | Gold                          | Silber                                            | Bronze                                            |
| --------------------- | ------ | ------------- | ----------------------------- | ------------------------------------------------- | ------------------------------------------------- |
| 1000-Meter-Zeitfahren | B      | 1:01,351 (WR) | Neil Fachie/ Barney Storey    | José Enrique Porto Lareo/ José Antonio Villanueva | Rinne Oost/ Patrick Bos                           |
| 1000-Meter-Zeitfahren | C1-3   | 1:05,22       | Zhang Yu Li                   | Mark Colbourne                                    | Tobias Graf                                       |
| 1000-Meter-Zeitfahren | C4-5   | 1:05,947      | Alfonso Cabello               | Jon-Allan Butterworth                             | Xinyang Liu                                       |
| Einerverfolgung       | B      | 4:18,752      | Kieran Modra/ Scott McPhee    | Bryce Lindores/ Sean Finning                      | Miguel Ángel Clemente Solano/ Diego Javier Muniz  |
| Einerverfolgung       | C1     | 3:53,970      | Mark Colbourne                | Zhang Yu Li                                       | Rodrigo Fernando López                            |
| Einerverfolgung       | C2     | 3:45,828      | Liang Guihua                  | Tobias Graf                                       | Laurent Thirionet                                 |
| Einerverfolgung       | C3     | 3:36,148      | Joseph Berenyi                | Shaun McKeown                                     | Darren Kenny                                      |
| Einerverfolgung       | C4     | 4:40,314      | Carol Eduard Novak            | Jiří Ježek                                        | Jody Cundy                                        |
| Einerverfolgung       | C5     | 4:30,012      | Michael Gallagher             | Jon-Allan Butterworth                             | Xinyang Liu                                       |
| Tandemsprint          | B      | 10,050        | Anthony Kappes/ Craig MacLean | Neil Fachie/ Barney Storey                        | José Enrique Porto Lareo/ José Antonio Villanueva |

#### Frauen
| Disziplin        | Klasse       | Zeit          | Gold                               | Silber                           | Bronze                        |
| ---------------- | ------------ | ------------- | ---------------------------------- | -------------------------------- | ----------------------------- |
| Einzelzeitfahren | C1-3 (500 m) | 39,158 (WR)   | Yin He                             | Alyda Norbruis                   | Jayme Paris                   |
| Einzelzeitfahren | C4-5 (500 m) | 36,997        | Sarah Storey                       | Jennifer Schuble                 | Ruan Jianping                 |
| Einzelzeitfahren | B (1 km)     | 1:08,919      | Felicity Johnson/ Stephanie Morton | Aileen McGlynn/ Helen Scott      | Phillipa Gray/ Laura Thompson |
| Einerverfolgung  | B            | 3:31,530      | Phillipa Gray/ Laura Thompson      | Catherine Walsh/ Francine Meehan | Aileen McGlynn/ Helen Scott   |
| Einerverfolgung  | C1-3         | 4:19,841 (WR) | Zeng Sini                          | Simone Kennedy                   | Allison Jones                 |
| Einerverfolgung  | C4           | 4:03,306 (WR) | Susan Powell                       | Megan Fisher                     | Alexandra Green               |
| Einerverfolgung  | C5           | 3:32.170 (WR) | Sarah Storey                       | Anna Harkowska                   | Fiona Southorn                |

#### Gemischter Wettbewerb
| Disziplin  | Klasse | Zeit        | Gold                           | Silver                                            | Bronze                                       |
| ---------- | ------ | ----------- | ------------------------------ | ------------------------------------------------- | -------------------------------------------- |
| Teamsprint | C1-5   | 49,454 (WR) | Ji Xiaofei Liu Xinyang Xie Hao | Jon-Allan Butterworth Darren Kenny Richard Waddon | Joseph Berenyi Sam Kavanagh Jennifer Schuble |

## Medaillenspiegel
| Platz | Land                   | Gold | Silber | Bronze | Gesamt |
| ----- | ---------------------- | ---- | ------ | ------ | ------ |
| 1     | Vereinigtes Königreich | 8    | 9      | 5      | 22     |
| 2     | Vereinigte Staaten     | 6    | 5      | 6      | 17     |
| 3     | Volksrepublik China    | 6    | 4      | 5      | 15     |
| 4     | Australien             | 6    | 4      | 4      | 14     |
| 5     | Deutschland            | 4    | 6      | 3      | 13     |
| 6     | Italien                | 4    | 3      | 3      | 9      |
| 7     | Polen                  | 3    | 4      | 0      | 7      |
| 8     | Spanien                | 2    | 2      | 3      | 7      |
| 9     | Schweiz                | 2    | 2      | 2      | 6      |
| 10    | Irland                 | 2    | 1      | 2      | 5      |
| 11    | Ukraine                | 2    | 0      | 0      | 2      |
| 12    | Tschechien             | 1    | 2      | 2      | 5      |
| 13    | Niederlande            | 1    | 1      | 3      | 5      |
| 14    | Neuseeland             | 1    | 1      | 2      | 4      |
| 15    | Rumänien               | 1    | 1      | 0      | 2      |
| 16    | Kanada                 | 1    | 0      | 1      | 2      |
| 17    | Österreich             | 0    | 1      | 2      | 3      |
| 18    | Israel                 | 0    | 1      | 0      | 1      |
| 18    | Südafrika              | 0    | 1      | 0      | 1      |
| 20    | Argentinien            | 0    | 0      | 1      | 1      |
| 20    | Belgien                | 0    | 0      | 1      | 1      |
| 20    | Frankreich             | 0    | 0      | 1      | 1      |
| 20    | Japan                  | 0    | 0      | 1      | 1      |
| 20    | Russland               | 0    | 0      | 1      | 1      |
| 20    | Slowakei               | 0    | 0      | 1      | 1      |
| Total | Total                  | 48   | 48     | 48     | 144    |